# 山中静夫氏の尊厳死
『山中静夫氏の尊厳死』（やまなかしずおしのそんげんし）は、現役医師であり作家の南木佳士による日本の小説。1993年11月25日に文藝春秋から単行本が刊行された。長野県佐久市の病院を舞台に、末期がん患者と医師の交流を通じて、「生と死」の意義を問う。
2020年に映画版が公開され、それに伴って2019年2月10日に文庫本として復刊された。

## 登場人物
山中静夫
信州の病院に入院する末期がん患者。
今井
信州の病院に勤務する医師。

## 書誌情報

### 単行本
- 1993年11月25日発売、文藝春秋、ISBN 978-4-16-314350-7

### 文庫本
- 2019年02月10日発売、文春文庫、ISBN 978-4-16-754510-9

## 映画
2019年9月21日に映画の舞台となった長野県佐久市で先行公開された後、2020年2月14日に全国公開された。監督・脚本は村橋明郎、主演は中村梅雀と津田寛治。

### キャスト
- 山中静夫：中村梅雀
- 今井俊行：津田寛治
- 中田治：小澤雄太
- 藤田伸二：石丸謙二郎
- 小林克典：天野浩成
- 川口泰輔：中西良太
- 川口雅代：増子倭文江
- 佐伯恭子：大島蓉子
- 老婆：大方斐紗子
- 今井早智子：田中美里
- 杉本祥子：浅田美代子
- 山中つね子：高畑淳子

### スタッフ
- 原作：南木佳士『山中静夫氏の尊厳死』（文春文庫刊）
- 監督・脚本：村橋明郎
- 音楽：小椋佳
- 音楽監督：加藤武雄
- 製作：藤田信一、金本朝樹、市川勝江、金子和夫
- プロデューサー：八木欣也、牛田直美
- 撮影監督：高間賢治（J.S.C.）
- 照明：上保正道
- 録音：飴田秀彦
- 美術監督：山下修侍（A.P.D.J.）
- 編集：金子尚樹
- 記録：甲斐哲子
- 助監督：猪腰弘之
- 制作担当：志田篤彦
- 医療監修：堀エリカ
- 題字：赤松陽構造
- 音楽制作協力：ゴッド・フィールド・エンタープライズ
- 音楽プロデューサー：神田知秀
- 協賛：のぞみグループ、ティー・ワイ・プロデュース、ソーマTK、鈴与マタイ、一般社団法人佐久医師会、くつかけステイ中軽井沢
- 撮影協力：佐久市
- 後援：公益社団法人日本医師会
- 助成：文化庁文化芸術振興費補助金（映画創造活動支援事業）独立行政法人日本芸術文化振興会
- 企画協力：文藝春秋
- 配給・宣伝：マジックアワー、スーパービジョン
- 宣伝協力：ベルメールプロモーション
- 制作プロダクション：スーパービジョン
- 製作：映画「山中静夫氏の尊厳死」製作委員会（スーパービジョン、アメニティーズ、ベルメールプロモーション）

### 主題歌
「老いの願い」
作詞・作曲・歌：小椋佳 / 編曲：加藤武雄

### 受賞歴
- 第30回 日本映画批評家大賞 - 主演男優賞（中村梅雀、津田寛治）[4][リンク切れ][5]